# System Center Server Management Suite
System Center Server Management Suite - Pakiety oprogramowania upraszczającego zarządzanie serwerami obejmujące cztery główne produkty Microsoft System Center: System Center Operations Manager, Configuration Manager, Data Protection Manager oraz Virtual Machine Manager. Ponieważ w skład pakietu Suites wchodzi Virtual Machine Manager (rozwiązanie Microsoft do zarządzania środowiskiem wirtualnym), skierowany głównie do klientów korzystających z infrastruktury wirtualnej w oparciu o produkty Microsoft lub planujący jej wdrożenie. Dostępne są dwie opcje pakietów do wyboru:
- System Center Server Management Suite Enterprise - Pozwala na licencjonowanie do 4 środowisk systemów operacyjnych na jedno urządzenie. Stosuje się go do licencjonowania fizycznych urządzeń oraz serwerów o niskim obciążeniu wirtualnym.
- System Center Server Management Suite Datacenter - Udzielona zostaje licencja na procesor i zapewnione zostają prawa do zarządzania nielimitowaną liczbą środowisk systemów operacyjnych na jednym urządzeniu. Na każdy serwer muszą przypadać co najmniej dwa procesory. System Center Server Management Suite Datacenter jest stosowany dla środowiska o wysokim poziomie wirtualizacji.

Oba pakiety obejmują następujące komponenty:
- Licencje Enterprise na serwery:

1. System Center Operations Manager 2007 R2
2. Configuration Manager 2007 R2
3. Data Protection Manager 2007
4. Virtual Machine Manager 2008 R2

- System Center Virtual Machine Manager 2008 jako serwer zarządzający
- Server Management Suite Datacenter zapewnia prawo do zarządzania nieograniczoną liczbą systemów operacyjnych (OSEs) na pojedynczym serwerze fizycznym